# Elite Ice Hockey League 2016/17
Die Saison 2016/17 war die 14. Spielzeit der Elite Ice Hockey League, der höchsten britischen Eishockeyspielklasse. Erster der regulären Saison und damit britischer Meister wurden die Cardiff Devils, die jedoch das Playoff-Finale gegen die Sheffield Steelers mit 5:6 nach Verlängerung verloren.

## Modus
In der regulären Saison absolvierte jede der zehn Mannschaften insgesamt 52 Spiele. Der Erstplatzierte wurde Britischer Meister. Die acht bestplatzierten Mannschaften qualifizierten sich für die Playoffs, in denen der Playoff-Sieger ausgespielt wurde. Für einen Sieg nach regulärer Spielzeit und nach Overtime erhielt jede Mannschaft zwei Punkte, für eine Niederlage nach Overtime bzw. Shootout einen Punkt und für eine Niederlage nach der regulären Spielzeit null Punkte.

## Reguläre Saison

### Tabelle
| Platz | Mannschaft          | Spiele | S  | NO/P | N  | Tore    | Punkte |
| ----- | ------------------- | ------ | -- | ---- | -- | ------- | ------ |
| 1.    | Cardiff Devils      | 52     | 39 | 3    | 10 | 200:136 | 81     |
| 2.    | Belfast Giants      | 52     | 35 | 4    | 13 | 195:145 | 74     |
| 3.    | Sheffield Steelers  | 52     | 35 | 3    | 14 | 196:136 | 73     |
| 4.    | Nottingham Panthers | 52     | 26 | 6    | 20 | 169:175 | 58     |
| 5.    | Braehead Clan       | 52     | 27 | 3    | 22 | 191:176 | 57     |
| 6.    | Fife Flyers         | 52     | 25 | 3    | 24 | 174:186 | 53     |
| 7.    | Dundee Stars        | 52     | 20 | 6    | 26 | 162:183 | 46     |
| 8.    | Manchester Storm    | 52     | 18 | 8    | 26 | 141:168 | 44     |
| 9.    | Coventry Blaze      | 52     | 19 | 5    | 28 | 147:198 | 43     |
| 10.   | Edinburgh Capitals  | 52     | 16 | 3    | 33 | 154:226 | 35     |

Sp = Spiele, S = Siege, N = Niederlagen, NO/P = Niederlage nach Overtime oder Penalty

## Playoffs

### Halbfinale
| 8. April 2017 13:00 Uhr | Cardiff Devils J. Haddad (26:57) Mark Louis (43:40) J. Martin (51:27) A. Hotham (59:50) | 4:2 (0:2, 1:0, 3:0) Spielbericht | Dundee Stars K. Hart (12:29) B. Switzer (18:13) | National Ice Centre, Nottingham |

| 8. April 2017 17:00 Uhr | Sheffield Steelers G. Desbiens (4:15) L. Nelson (59:35) | 2:0 (1:0, 0:0, 1:0) Spielbericht | Belfast Giants | National Ice Centre, Nottingham |

### Spiel um Platz 3
| 9. April 2017 12:00 Uhr | Dundee Stars V. Scarsella (5:51) M. Lidhammar (7:36) C. Moore (11:27) K. Bruijsten (17:48) M. White (22:21) J. Sides (36:50) J. Faryna (41:31) J. Faryna (59:46) | 8:15 (4:4, 2:5, 2:6) Spielbericht | Belfast Giants B. Riley (7:27) D. Rutherford (9:15) R. Martinelli (12:53) C. Shields (13:57) M. Towe (22:31) D. Rutherford (23:11) D. Rutherford (28:26) C. Higgins (35:34) M. Quesnele (37:08) J. Vandermeer (42:58) M. Forney (50:46) R. Martinelli (52:27) C. Shields (52:52) M. Forney (55:16) A. Keefe (58:47) | National Ice Centre, Nottingham |

### Finale
| 9. April 2017 16:00 Uhr | Sheffield Steelers J. Armstrong (3:52) G. Walker (24:24) C. Fretter (25:54) L. Nelson (28:45) G. Walker (37:23) L. Nelson (94:08) | 6:5 n. V. (1:3, 4:1, 0:1, 0:0, 1:0) Spielbericht | Cardiff Devils G. Doucet (2:20) J. Haddad (16:10) J. Martin (19:17) L. Ulmer (32:20) A. Hotham (40:54) | National Ice Centre, Nottingham |

## Statistik

### Topscorer der Hauptrunde
| Spieler         | Mannschaft         | Spiele | Tore | Vorlagen | Punkte | Strafminuten |
| --------------- | ------------------ | ------ | ---- | -------- | ------ | ------------ |
| Matt Beca       | Braehead Clan      | 52     | 27   | 48       | 75     | 28           |
| Scott Pitt      | Braehead Clan      | 52     | 32   | 42       | 74     | 26           |
| Vinny Scarsella | Dundee Stars       | 52     | 18   | 54       | 72     | 4            |
| Alex Leavitt    | Braehead Clan      | 52     | 24   | 45       | 69     | 57           |
| Mathieu Roy     | Sheffield Steelers | 52     | 28   | 29       | 57     | 28           |
| Blair Riley     | Belfast Giants     | 52     | 28   | 28       | 56     | 77           |
| Chris Higgins   | Belfast Giants     | 49     | 20   | 35       | 55     | 107          |
| Mathew Sisca    | Fife Flyers        | 50     | 17   | 38       | 55     | 44           |
| Ryan Dingle     | Fife Flyers        | 41     | 31   | 23       | 54     | 32           |
| Kevin Bruijsten | Dundee Stars       | 47     | 23   | 31       | 54     | 10           |

### Beste Torhüter der Hauptrunde
Sortiert nach der geringsten Gegentorrate pro Spiel.
| Player           | Team                | Spiele | Eiszeit in Minuten | Siege | Niederlagen | Gegentore | Shutouts | Fangquote | Gegentorrate |
| ---------------- | ------------------- | ------ | ------------------ | ----- | ----------- | --------- | -------- | --------- | ------------ |
| Ben Bowns        | Cardiff Devils      | 46     | 2616:43            | 33    | 7           | 103       | 3        | 91,2 %    | 2.36         |
| Ervīns Muštukovs | Sheffield Steelers  | 51     | 3053:14            | 34    | 14          | 130       | 1        | 91,3 %    | 2.55         |
| Stephen Murphy   | Belfast Giants      | 39     | 2284:16            | 25    | 10          | 97        | 3        | 90,5 %    | 2.55         |
| Mike Clemente    | Manchester Storm    | 52     | 3108:38            | 18    | 26          | 150       | 3        | 91,0 %    | 2.90         |
| Miika Wiikman    | Nottingham Panthers | 41     | 2294:47            | 23    | 12          | 115       | 2        | 90,1 %    | 3.01         |